# Зайстовець
46°02′ пн. ш. 16°22′ сх. д. / 46.03° пн. ш. 16.36° сх. д.
Зайстовець (хорв. Zaistovec) — населений пункт у Хорватії, у Копривницько-Крижевецькій жупанії у складі громади Светі-Петар-Ореховець.

## Населення
Населення за даними перепису 2011 року становило 262 осіб.
Динаміка чисельності населення поселення: